# دستگرد (بیرجند)
روستای دستگرد روستایی است در دهستان القورات از توابع بخش مرکزی شهرستان بیرجند، واقع در استان خراسان جنوبی که بر پایه سرشماری عمومی نفوس و مسکن در سال ۱۳۹۵ جمعیت این روستا ۱۶۵ نفر (در ۴۹ خانوار) بوده است.